# Список населённых пунктов Усть-Кубинского района
В Усть-Кубинском районе 268 населённых пунктов в составе 6 сельских поселений, в том числе 253 деревни, 13 сёл, 2 посёлка.
Ниже приведён список всех населённых пунктов с кодами ОКАТО, жирным шрифтом выделены центры сельских поселений.

## Богородское сельское поселение
- 19 248 804 002 деревня Андреевская
- 19 248 804 003 деревня Беловская
- 19 248 808 001 село Богородское
- 19 248 808 002 деревня Большая
- 19 248 808 004 деревня Васюткино
- 19 248 808 005 деревня Вичаги
- 19 248 808 003 деревня Вороново
- 19 248 808 006 деревня Вороновская
- 19 248 808 007 деревня Выборково
- 19 248 808 008 деревня Гляденово
- 19 248 804 004 деревня Давыдовская
- 19 248 808 009 деревня Дешевиха
- 19 248 812 002 деревня Дмитриевская
- 19 248 812 003 деревня Езово
- 19 248 808 010 деревня Ерино
- 19 248 808 011 деревня Ермолино
- 19 248 808 012 деревня Ермолинская
- 19 248 808 013 деревня Залесье
- 19 248 808 014 деревня Замошье
- 19 248 808 015 деревня Заречье
- 19 248 808 016 деревня Зеленово
- 19 248 808 017 деревня Исачково
- 19 248 808 018 деревня Ихомово
- 19 248 804 005 деревня Капелино
- 19 248 808 019 деревня Кисляково
- 19 248 808 020 деревня Кобылье
- 19 248 808 021 деревня Конаново
- 19 248 808 022 деревня Конь-Гора
- 19 248 808 023 деревня Копчевская
- 19 248 812 004 деревня Короваиха
- 19 248 808 024 деревня Кузнецово
- 19 248 804 007 деревня Кузнечеевская
- 19 248 804 006 деревня Кузьминская
- 19 248 804 008 деревня Кулаково
- 19 248 812 005 деревня Ломово
- 19 248 808 025 деревня Лыва
- 19 248 808 026 деревня Ляпшаки
- 19 248 804 009 деревня Максимовская
- 19 248 808 027 деревня Маланьевская
- 19 248 808 028 деревня Малаховская
- 19 248 812 006 деревня Малая Гора
- 19 248 804 001 деревня Марковская
- 19 248 808 029 деревня Марковская
- 19 248 812 007 деревня Мыс
- 19 248 812 001 деревня Никифоровская
- 19 248 808 030 деревня Носарево
- 19 248 804 010 деревня Острецово
- 19 248 808 033 деревня Паниха
- 19 248 804 011 деревня Петряевская
- 19 248 812 009 деревня Плосково
- 19 248 808 032 деревня Погорельцево
- 19 248 808 034 деревня Подол
- 19 248 808 031 деревня Поповка
- 19 248 808 035 деревня Починок
- 19 248 812 010 деревня Сенская
- 19 248 808 037 деревня Сидоровская
- 19 248 804 012 деревня Сокольниково
- 19 248 808 039 деревня Соломатино
- 19 248 808 038 деревня Спиченская
- 19 248 808 041 деревня Тороповская
- 19 248 812 011 деревня Угол
- 19 248 804 013 деревня Ульяновская
- 19 248 808 042 деревня Хариковская
- 19 248 808 043 деревня Холстово
- 19 248 808 044 деревня Черниево
- 19 248 804 014 деревня Шадрино

## Высоковское сельское поселение
- 19 248 840 002 деревня Ананьино
- 19 248 840 003 деревня Бакрылово
- 19 248 840 004 деревня Белавино
- 19 248 820 003 деревня Большая Верхотина
- 19 248 840 005 деревня Борисково
- 19 248 840 006 деревня Боярское
- 19 248 820 004 деревня Бурцево
- 19 248 820 005 деревня Власьево
- 19 248 840 007 посёлок Воронино
- 19 248 836 003 посёлок Высокое
- 19 248 840 008 деревня Горка
- 19 248 820 007 деревня Гульево
- 19 248 840 009 деревня Дмитриево
- 19 248 840 010 деревня Ельцино
- 19 248 840 011 деревня Заборье
- 19 248 820 008 деревня Залесье
- 19 248 840 012 деревня Зиновское
- 19 248 820 009 деревня Зубарево
- 19 248 840 013 деревня Ивакино[1]
- 19 248 840 014 деревня Канское
- 19 248 840 015 деревня Климушино
- 19 248 820 010 деревня Клыжово
- 19 248 820 011 деревня Кобелево
- 19 248 820 013 деревня Кочеватик
- 19 248 820 012 деревня Кочурово
- 19 248 820 014 деревня Кузнецово
- 19 248 840 016 деревня Кузнецово
- 19 248 820 015 деревня Лавы
- 19 248 820 017 деревня Макарьино
- 19 248 820 018 деревня Малая Верхотина
- 19 248 840 018 деревня Малое Воронино
- 19 248 820 019 деревня Малое Линяково
- 19 248 820 002 село Место Александрово
- 19 248 820 001 деревня Митенское
- 19 248 840 017 деревня Митрофаниха
- 19 248 820 020 деревня Новое
- 19 248 840 020 село Новое
- 19 248 840 019 деревня Останково
- 19 248 840 021 деревня Павловское
- 19 248 820 022 деревня Пахотино
- 19 248 820 023 деревня Перхурьево
- 19 248 840 022 деревня Петраково
- 19 248 840 023 деревня Плющево
- 19 248 820 016 село Погост Лука
- 19 248 840 001 деревня Порохово
- 19 248 820 021 деревня Потепалово
- 19 248 820 024 деревня Прилуки
- 19 248 840 024 деревня Рудино
- 19 248 840 025 деревня Сверчково
- 19 248 820 025 деревня Семеновское
- 19 248 820 026 деревня Сергеевское
- 19 248 820 027 деревня Спасское
- 19 248 840 026 село Старое
- 19 248 820 028 деревня Тетериново
- 19 248 840 027 деревня Ушаково
- 19 248 840 028 деревня Филисово
- 19 248 820 029 деревня Чернышово
- 19 248 820 030 деревня Чирково
- 19 248 820 031 деревня Шелково

## Заднесельское сельское поселение
- 19 248 816 002 деревня Абрамовское
- 19 248 816 003 деревня Авдеево
- 19 248 828 002 деревня Ананиха
- 19 248 828 003 деревня Антропиха
- 19 248 816 004 деревня Аристово
- 19 248 816 005 деревня Белавино
- 19 248 816 006 деревня Бобровское
- 19 248 828 004 деревня Бобынино
- 19 248 828 005 деревня Бурдуково
- 19 248 816 007 деревня Бурмасово
- 19 248 828 006 деревня Гора
- 19 248 828 007 деревня Горбово
- 19 248 816 008 деревня Горка
- 19 248 828 008 деревня Горка-1
- 19 248 828 009 деревня Горка-2
- 19 248 828 010 деревня Грифониха
- 19 248 816 009 деревня Дедово
- 19 248 816 010 деревня Елизарово
- 19 248 828 011 деревня Желудково
- 19 248 828 012 деревня Житнихино
- 19 248 816 001 село Заднее
- 19 248 816 011 деревня Ивановское
- 19 248 828 013 деревня Ивановское
- 19 248 828 014 деревня Игнатиха
- 19 248 816 012 деревня Исаково
- 19 248 828 015 деревня Карповское
- 19 248 816 013 деревня Карпунино
- 19 248 816 014 село Кихть
- 19 248 816 015 деревня Кленово
- 19 248 816 016 деревня Климушино
- 19 248 828 016 деревня Ковыриха
- 19 248 828 017 деревня Коняевское
- 19 248 828 001 деревня Королиха
- 19 248 828 018 деревня Крюково
- 19 248 816 017 деревня Кузнецово
- 19 248 816 018 деревня Кузнецово
- 19 248 828 019 деревня Кузьминское
- 19 248 828 020 деревня Курьяниха
- 19 248 828 021 деревня Лобаново
- 19 248 828 022 деревня Лысухино
- 19 248 816 019 деревня Малаховское
- 19 248 828 023 деревня Матвеево
- 19 248 816 020 деревня Нагорное
- 19 248 828 024 деревня Никитинское
- 19 248 816 021 деревня Олешково
- 19 248 816 022 деревня Омеликово
- 19 248 816 023 деревня Осилково
- 19 248 816 024 деревня Пакутино
- 19 248 828 025 деревня Погорелово
- 19 248 828 026 деревня Подгорье
- 19 248 828 027 деревня Помазиха
- 19 248 816 025 деревня Поповское
- 19 248 828 028 деревня Починок
- 19 248 816 026 деревня Семернинское
- 19 248 816 027 деревня Сидоровское
- 19 248 828 029 деревня Скорятенское
- 19 248 816 028 деревня Стафилово
- 19 248 828 030 деревня Суровчиха
- 19 248 828 031 деревня Сухарево
- 19 248 828 032 деревня Сухая Вереть
- 19 248 816 029 деревня Терехово
- 19 248 828 033 деревня Тулпаново
- 19 248 816 030 деревня Уласово
- 19 248 828 034 деревня Хабариха
- 19 248 816 031 деревня Шевцово
- 19 248 816 032 деревня Шихово
- 19 248 828 035 деревня Шолохово

## Никольское сельское поселение
- 19 248 824 003 село Богослово
- 19 248 824 004 деревня Большое Лыскарево
- 19 248 824 005 деревня Бор
- 19 248 824 007 деревня Вечеслово
- 19 248 824 006 деревня Волосово
- 19 248 824 008 деревня Ждановская
- 19 248 824 009 деревня Жуково
- 19 248 824 010 деревня Кожевниково
- 19 248 824 011 деревня Лужино
- 19 248 824 012 деревня Лукачево
- 19 248 824 016 деревня Максимовская
- 19 248 824 014 деревня Малое Лыскарево
- 19 248 824 013 деревня Маслово
- 19 248 824 015 деревня Мыс
- 19 248 824 001 село Никольское
- 19 248 824 017 деревня Подольное
- 19 248 824 018 деревня Родионово
- 19 248 824 019 деревня Рязаново
- 19 248 824 020 деревня Самоново
- 19 248 824 021 деревня Сянино
- 19 248 824 022 деревня Табыково
- 19 248 824 023 деревня Тавлаш
- 19 248 824 025 деревня Филенское
- 19 248 824 026 деревня Чикайлово
- 19 248 824 027 деревня Шабарово
- 19 248 824 028 деревня Юково

## Троицкое сельское поселение
- 19 248 832 002 деревня Алюненская
- 19 248 832 003 деревня Анциферовская
- 19 248 832 004 деревня Афанасовская
- 19 248 832 005 деревня Бабиковская
- 19 248 832 001 село Бережное
- 19 248 832 007 деревня Голенинская
- 19 248 832 009 деревня Горшково
- 19 248 832 010 деревня Гризино
- 19 248 832 011 деревня Дор
- 19 248 832 012 деревня Еловцево
- 19 248 832 013 деревня Заовражье
- 19 248 832 014 деревня Ивановская
- 19 248 832 016 деревня Костинская
- 19 248 832 017 деревня Крылово
- 19 248 832 018 деревня Кузьминская
- 19 248 832 019 деревня Куркинская
- 19 248 832 020 деревня Лаушинская
- 19 248 832 021 деревня Лысковская
- 19 248 832 023 деревня Мартьяновская
- 19 248 832 024 деревня Михайловская
- 19 248 832 025 деревня Мякиленская
- 19 248 832 026 деревня Овригино
- 19 248 832 027 деревня Острецово
- 19 248 832 028 деревня Петрово
- 19 248 832 034 село Погост Трифон
- 19 248 832 029 деревня Поповское
- 19 248 832 030 деревня Прилуки
- 19 248 832 031 деревня Рубеж
- 19 248 832 032 деревня Соколово
- 19 248 832 036 деревня Федорково
- 19 248 832 035 деревня Федоровская
- 19 248 832 037 деревня Фенинская
- 19 248 832 038 деревня Хорошевская
- 19 248 832 039 деревня Шамбово

## Устьянское сельское поселение
- 19 248 836 017 деревня Андреевское
- 19 248 836 002 деревня Вельцево
- 19 248 836 004 деревня Гоманиха
- 19 248 836 005 деревня Данилиха
- 19 248 836 006 деревня Залужье
- 19 248 836 007 деревня Ивановское
- 19 248 836 008 деревня Исаково
- 19 248 836 009 деревня Кокоурево
- 19 248 836 010 деревня Кокошеница
- 19 248 836 011 деревня Коровино
- 19 248 836 012 деревня Кузнецово
- 19 248 836 013 деревня Лжево
- 19 248 836 014 село Никола-Корень
- 19 248 836 001 село Устье
- 19 248 836 015 деревня Шилово
- 19 248 836 016 деревня Шпилиха